# Могедор (Огайо)
Могедор (англ. Mogadore) — селище (англ. village) в США, в округах Самміт і Портадж штату Огайо. Населення — 3811 особа (2020).

## Географія
Могедор розташований за координатами 41°3′9″ пн. ш. 81°24′27″ зх. д. / 41.05250° пн. ш. 81.40750° зх. д. (41.052477, -81.407442).  За даними Бюро перепису населення США в 2010 році селище мало площу 5,48 км², з яких 5,42 км² — суходіл та 0,05 км² — водойми.

## Демографія
Згідно з переписом 2010 року, у селищі мешкали 3853 особи в 1481 домогосподарстві у складі 1087 родин. Густота населення становила 704 особи/км².  Було 1565 помешкань (286/км²).
Расовий склад населення:
| Раса               | Частка населення |
| ------------------ | ---------------- |
| Білі               | 97,6 %           |
| Афроамериканці     | 0,3 %            |
| Азіати             | 0,3 %            |
| Корінні американці | 0,2 %            |
| Інші / змішані     | 1,5 %            |

До двох чи більше рас належало 1,5 %. Частка іспаномовних становила 0,9 % від усіх жителів.
За віковим діапазоном населення розподілялося таким чином: 23,0 % — особи молодші 18 років, 60,1 % — особи у віці 18—64 років, 16,9 % — особи у віці 65 років та старші. Медіана віку мешканця становила 41,0 року. На 100 осіб жіночої статі у селищі припадало 94,2 чоловіків;  на 100 жінок у віці від 18 років та старших — 94,2 чоловіків також старших 18 років.
Середній дохід на одне домашнє господарство  становив 66 404 долари США (медіана — 62 298), а середній дохід на одну сім'ю — 75 741 долар (медіана — 70 759). Медіана доходів становила 41 565 доларів для чоловіків та 34 813 долари для жінок. За межею бідності перебувало 8,5 % осіб, у тому числі 15,9 % дітей у віці до 18 років та 3,0 % осіб у віці 65 років та старших.
Цивільне працевлаштоване населення становило 1887 осіб. Основні галузі зайнятості: освіта, охорона здоров'я та соціальна допомога — 22,2 %, виробництво — 15,2 %, мистецтво, розваги та відпочинок — 14,0 %, роздрібна торгівля — 13,8 %.